# L'acadèmia
L'acadèmia és una sèrie de televisió de temàtica juvenil destinada a tota la família, dirigida per Fernando Trullols per a 3cat i Prime Video. És protagonitzada per Ton Vieira, Marc Soler, Mia Sala-Patau, Ebony Vidjrakou i Rita González en els joves i els adults per Paco Tous, Diego Martín, Barbara Goenaga, Luka Peroš, Marc Martínez i Irene Montalà entre d'altres.
La seva estrena fou el dilluns 1 d'abril de 2024 en primícia per la televisió pública catalana i el dia següent tota la temporada de cop per la plataforma d'Amazon. La primera temporada consta de vuit capítols i té un pressupost de 6 milions d'euros.

## Argument
L'Acadèmia relata la història d'un grup de futbolistes que s'entrenen a l'Apolo FC, un dels millors clubs de futbol del món. La sèrie mostrarà el seu dia a dia, l'esforç, la superació personal, les relacions entre els i les protagonistes, les seves inquietuds i els seus somnis pel camí que han de realitzar per arribar a l'elit futbolístic. El protagonista serà un noi d'origen colombià acabat d'arribar a Barcelona, que aprendrà el català de manera progressiva.

## Episodis
| Núm. total | Núm. de la temporada | Títol              | Data d'emissió original | Espectadors (milions) |
| ---------- | -------------------- | ------------------ | ----------------------- | --------------------- |
| 1          | 1                    | «Valors»           | 1 d'abril de 2024       | 318.000 (16,0%)       |
| 2          | 2                    | «El debut»         | 1 d'abril de 2024       | 199.000 (12,9%)       |
| 3          | 3                    | «La capitana»      | 8 d'abril de 2024       | 231.000 (11,9%)       |
| 4          | 4                    | «La lesió»         | 8 d'abril de 2024       | 170.000 (11,6%)       |
| 5          | 5                    | «Sota pals»        | 15 d'abril de 2024      | 200.000 (10,6%)       |
| 6          | 6                    | «Talió»            | 15 d'abril de 2024      | 129.000 (8,8%)        |
| 7          | 7                    | «Línies vermelles» | 22 d'abril de 2024      | 201.000 (10,2%)       |
| 8          | 8                    | «El salt»          | 22 d'abril de 2024      | 143.000 (9,8%)        |